# Gjoelli Tsjocheli
Gjoelli Tsjocheli (Georgisch: გიული ჩოხელი) (Tbilisi, 12 februari 1935) is een Georgisch zangeres. In 1967 werd haar de “Geëerd Kunstenaar van de Russische Federatie” toegekend. In datzelfde jaar won ze ook de prijs bij het Sopotfestival.

## Levensloop
Tsjocheli werd geboren in Tbilisi, de hoofdstad van de Georgische sovjetrepubliek. Ze kwam uit een muzikale familie: haar moeder, Elena Tsjocheli (1914-1998), was een belangrijke zangeres en een actrice in de Sovjet-Unie. Haar man, Boris Nikolaevitsj Rytsjkov (1937-2002), was een componist, jazzzanger en pianist. Ook haar dochter, Dinara Rytsjkova (1961-2014), was een zangeres en een componiste.
In de jaren vijftig studeerde Tsjocheli muziek aan het Staatsconservatorium van Tbilisi. In 1953 werd ze de voorgrondzangeres van het vocale trio van de "Philharmonic". Aan het eind van de jaren '50 werkte ze in de orkesten van Oleg Loendstrem, Konstantin Orbeljan, Joeri Saulsky. Haar repertoire is gemengd en omvat vooral liedjes over de verschillende volkeren van de wereld, maar ook veel liederen waarin veel dynamiek en passie is te herkennen. Sinds 1961 treedt Tsjocheli op bij soloconcerten onder leiding van Eddie Rosner. In 1968 deed Tsjocheli mee met het Tsjechoslowaakse internationale programma "Złota Kotva", waar ze samen met het orkest van Gustav Brom zong. Tot in 1971 verscheen ze meerdere malen in Tsjechoslowaakse films en concerts, onder andere in Brno en Praag.
Op 28 maart 2015 werd het verjaardagsfeest van Tsjocheli gehouden in de concertzaal van Tbilisi, waarbij een ster naar haar vernoemd werd. Op dezelfde dag reikte de Georgische Minister van Cultuur en Monumentenbescherming, Mikheil Giorgadze, haar een onderscheiding uit voor haar bijdrage aan de Georgische kunstsector. Op 7 oktober 2018 ontving Tsjocheli, samen met 15 andere beroemdheden, de titel van de "Ereburger van Tbilisi".

## Discografie[5]
- Zgvis Dzaxili
- Niavi Arxevs Rtoebs
- Usaxelo Simgera
- Yesterday Once More
- Shiny Stockings
- Me Dges Varskvlavebs Avanteb Shentvis
- Mzis Palitra
- Yviteli Potlebi
- Tsamoval